# Grande Guilda

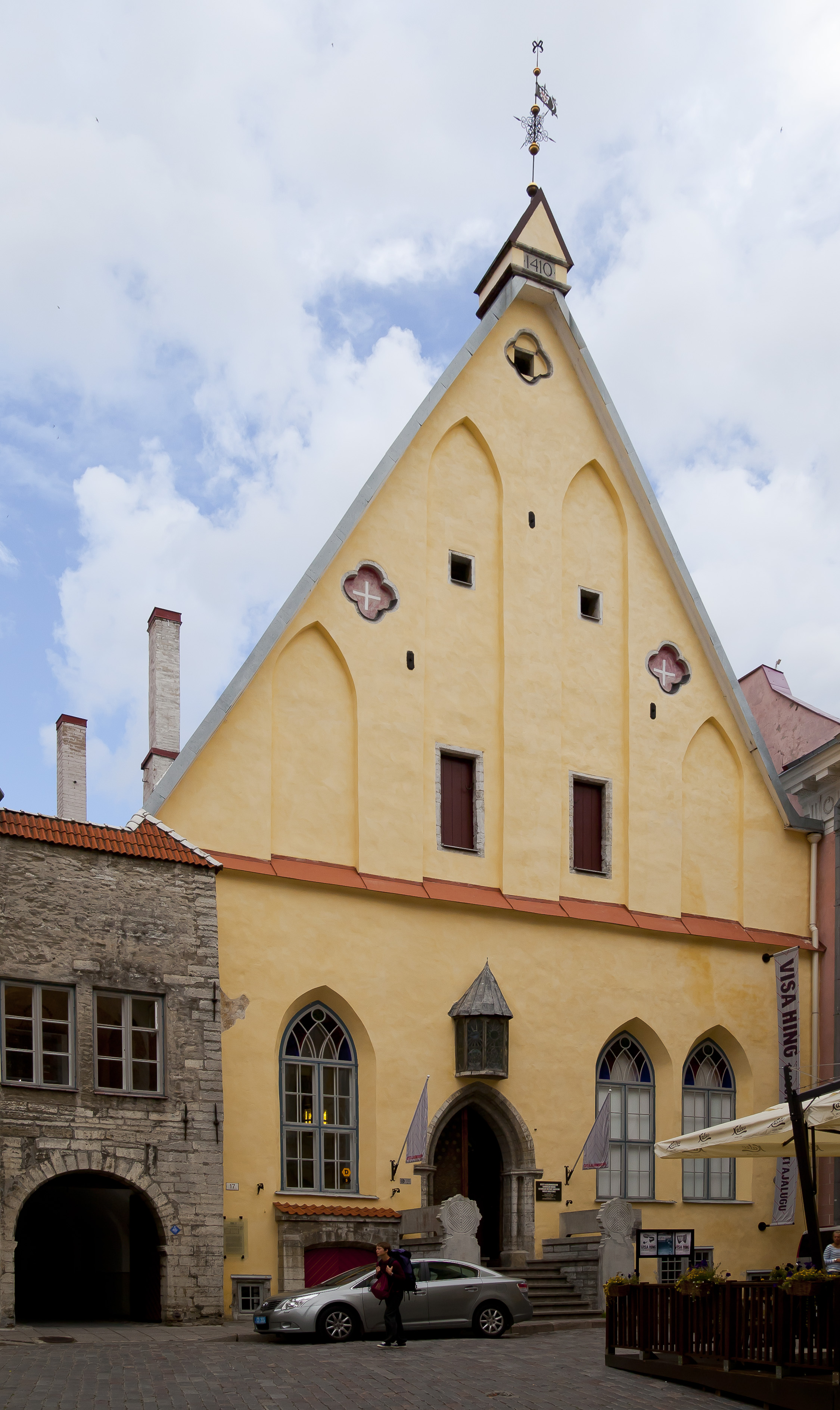
Salão da Grande Guilda, Tallinn

A Grande Guilda (em estoniano:  Suurgild, em alemão:  Große Gilde) foi uma guilda de mercadores e artesãos que operou em Tallinn pelo menos desde o século 14 até 1920. Foi organizada no salão da Grande Guilda, um edifício gótico no centro histórico de Tallinn que hoje abriga o Museu de História da Estónia.
O edifício foi construído em 1407-1410, com os interiores concluídos em 1417. A fachada é decorada com arcos e possui um portal típico e proeminente. No interior o salão principal mantém especialmente a atmosfera medieval. É uma grande (365 m2 (3,930 sq ft)) sala, suportada por um conjunto de pilares com capitéis de talha decorativa.
O salão da Grande Guilda é considerado um exemplo típico da arquitetura medieval de Tallinn.